# Lou Brouillard
Lou Brouillard (* 23. Mai 1919 in Saint-Eugène, Québec; † 14. September 1984) war ein kanadischer Boxer. 
Von 1931 bis 1932 hielt er sowohl den universellen als auch den NBA-Weltmeistertitel im Weltergewicht und im Jahre 1933 den Weltmeistergürtel der NBA sowie der NYSAC im Mittelgewicht. 
Im Jahr 2000 wurde er in die World Boxing Hall of Fame aufgenommen und im Jahr 2006 in die International Boxing Hall of Fame.